# Sue Cook
Susan Cook, nata Orr, detta Sue (23 aprile 1958), è un'ex marciatrice australiana. Attiva dalla metà degli anni '70 agli inizi degli anni '90, ha preso parte a sei edizioni della IAAF World Race Walking Cup, conquistando la medaglia di bronzo nella marcia 10 chilometri nel 1983.

## Carriera
Cook crebbe in una famiglia sportiva: suo padre fu un atleta amatoriale, mentre sua sorella maggiore Jenny Orr partecipò alle Olimpiadi di Monaco di Baviera 1972 e  stabilì un a lungo imbattuto record nazionale nei 1500 metri piani. Suo nipote, Daniel McConnell, è stato un ciclista olimpionico.
Figura chiave nei primi anni delle competizioni internazionali di marcia riservati alle donne, Cook vinse due titoli del circuito minore IWF World Championships e partecipò a sei  Campionati del mondo a squadre di marcia. Il suo miglior posizionamento fu il terzo posto alla prima gara di 10 km marcia tenutasi ai campionati mondiali, finendo dietro alla cinese Xu Yongjiu e alla sovietica Natalya Sharipova. Nel 1987 rappresentò anche l'Australia ai Campionati del mondo di atletica leggera e ai Campionati del mondo di atletica leggera indoor.
Ha vinto in totale ben tredici titoli ai Campionati australiani di atletica leggera, in lunghezze della marcia dai 3000 metri fino ai 20 km. Vinse anche la gara di Marcia 5000 m agli AAA Championships 1982 e nella 10 km ai Campionati canadesi di atletica leggera.

### Record
Durante la sua carriera, Cook batté una serie di record del mondo, successivamente riconosciuti dalla International Association of Athletics Federations. Completò la marcia 20 km con il tempo di 1h41'42" nel 1980, abbassando il tempo precedentemente fatto registrare dalla marciatrice norvegese Thorill Gylder di oltre un minuto e mezzo. Superò il suo stesso record in questa disciplina altre tre volte, portandolo rispettivamente a 1h39'31", 1h36'36" e 1h36'23" tra il 1981 e il 1984. Il suo ultimo record rimase imbattuto per soli dieci giorni, prima di venir migliorato dalla connazionale Sally Pierson. Le due ebbero una diatriba su chi avesse ottenuto il record mondiale della marcia 10.000 metri, con Cook che fece registrare il tempo di 46'28" nel 1980, Pierson lo migliorò a 45'38" nel 1982, per poi Cook reclamarlo nuovamente con un 45'32" ottenuto nel mese successivo. Ad oggi, dei 14 record mondiali di specialità ratificati ufficialmente dalla World Athletics, solo il tempo di 45'47" ottenuto da Cook il 14 settembre 1983 al Leicester compare in questa lista.

## Palmarès

### Competizioni internazionali
| Anno                                            | Manifestazione  | Sede      | Evento | Risultato | Prestazione |
| ----------------------------------------------- | --------------- | --------- | ------ | --------- | ----------- |
| 1979                                            | Coppa del mondo | Eschborn  | 5 km   | 6ª        | 23'10"11    |
| 1981                                            | Coppa del mondo | Valencia  | 5 km   | 7ª        | 24'04"      |
| 1983                                            | Coppa del mondo | Bergen    | 10 km  | Bronzo    | 45'26"      |
| 1985                                            | Coppa del mondo | St John's | 10 km  | 14ª       | 48'17"      |
| 1987                                            |                 |           |        |           |             |
| Campionati del mondo di atletica leggera        | Roma            | 10 km     | 12ª    | 46'20"    |             |
| Coppa del mondo                                 | New York City   | 10 km     | 13ª    | 46'03"    |             |
| Campionati del mondo di atletica leggera indoor | Indianapolis    | 3000 m    | 15ª    | 13'45"    |             |
| 1991                                            | Coppa del mondo | San Jose  | 10 km  | 59ª       | 51'29"      |

### Titoli nazionali
- 1 volta campionessa nazionale australiana nei 3000 metri marcia (1977)
- 5 volte campionessa nazionale australiana nei 5000 metri marcia (1978, 1980, 1981, 1984, 1985)
- 6 volte campionessa nazionale australiana nei 10 km marcia (1977, 1979, 1980, 1981, 1983, 1984)
- 1 volta campionessa nazionale australiana nei 20 km marcia (1990)[11]
- 1 volta campionessa nazionale inglese amatoriale nei 5000 metri marcia (1982)[12]
- 1 volta campionessa nazionale canadese nei 10 km marcia (1983)[13]

1977
- Oro ai campionati australiani (Sydney), 3000 metri marcia - 14'09"2
- Oro ai campionati australiani (Sydney), 10 km marcia - 49'46"

1978
- Oro ai campionati australiani (Brisbane), 5000 metri marcia - 24'21"4

1979
- Oro ai campionati australiani (Perth), 10 km marcia - 49'36"

1980
- Oro ai campionati australiani (Sydney), 5000 metri marcia - 24'40"6
- Oro ai campionati australiani (Sydney), 10 km marcia - 48'28"

1981
- Oro ai campionati australiani (Adelaide), 5000 metri marcia - 22'53"2
- Oro ai campionati australiani (Adelaide), 10 km marcia - 45'56"

1982
- Oro ai campionati inglesi amatoriali (Londra), 5000 metri marcia - 23'03"52
- Oro ai campionati australiani (Brisbane), 10 km marcia - 45'59"

1983
- Oro ai campionati canadesi (Calgary), 10 km marcia - 46'32"
- Oro ai campionati australiani (Melbourne), 10 km marcia - 47'24"

1984
- Oro ai campionati australiani (Melbourne), 5000 metri marcia - 22'04"42

1985
- Oro ai campionati australiani (Canberra), 5000 metri marcia - 23'11"11

1990
- Oro ai campionati australiani (Melbourne), 20 km marcia - 1h41'13"